# Садки (ботанічна пам'ятка природи)
Садки́ — ботанічна пам'ятка природи місцевого значення в Україні. Об'єкт розташований на території Надвінянського району Івано-Франківської області, Майданське лісництво, квартал 57, виділ 12.
Площа — 4,1 га, статус отриманий у 1999 році.